# زور القعاده
زور القعاده (به عربی: زور القعادة) یک روستا در سوریه است که در ناحیه مرکزی محرده واقع شده‌است. زور القعاده ۲٬۰۶۴ نفر جمعیت دارد.